# Valère Billen
Valère Billen (23 november 1952) is een Belgisch voetbaltrainer. Hij was sinds 1 juli 2007 de hoofdtrainer van de Belgische eersteklasser Sint-Truidense VV. In september 2007 nam hij echter ontslag na 6 verloren wedstrijden. Hij kreeg een nieuwe functie bij de beloften en de jeugd. In februari 2008 volgde hij de zieke Lei Clijsters op bij KSK Tongeren.
Voor het seizoen 2008-2009 werd hij aangesteld tot trainer van KFC Dessel Sport. Daar werd hij eind januari 2009 ontslagen.

## Spelerscarrière
- 1969-1983 KVK Tienen

## Trainerscarrière
- 1983-1985 Dries-Linter (speler-trainer)
- 1985-1987 Alken (speler-trainer)
- 1987-1989 Lummen (speler-trainer)
- 1989-1991 Begijnendijk (speler-trainer)
- 1991-1993 Houtem VV
- 1993-1996 KVK Tienen
- 1996-1997 KV Mechelen (jeugd)
- 1997-2000 KV Mechelen (assistent-trainer)
- 2000-2001 KV Mechelen
- 2001-2002 FC Satellite Abidjan
- 2002-2004 KVO Aarschot
- 2004-01/2005 KTH Diest
- 2005 Boys de Lloret de Mar eurosportstage
- 01/2005-2005 Sporting Lokeren
- 2005-2006 Újpest FC (assistent-trainer)
- 2006-12/2006 Újpest FC
- 2007-09/2007 Sint-Truidense VV
- 09/2007-02/2008 Sint-Truidense VV (beloften en jeugd)
- 02/2008-2008 KSK Tongeren
- 2008-01/2009 KFC Dessel Sport
- 2009-02/2011 Germinal Beerschot (jeugd)
- 02/2011-10/2011 KVK Tienen
- 2012-2014 Swaziland
- 2014-04/2016 KFC Duffel
- 07/2016-11/2016 KVK Tienen
- 07/2022- KFC Houtvenne